# Colognac
Colognac este o comună în departamentul Gard din sudul Franței. În 2009 avea o populație de 204 de locuitori.

## Evoluția populației
| An        | 1975 | 1982 | 1990 | 1999 | 2006 | 2009 |
| --------- | ---- | ---- | ---- | ---- | ---- | ---- |
| Populație | 154  | 164  | 167  | 169  | 197  | 204  |